# Rocca Cigliè
Rocca Cigliè ist eine italienische Gemeinde in der Provinz Cuneo (CN), Region Piemont.

## Lage und Einwohner
Rocca Cigliè liegt etwa 50 km östlich von der Provinzhauptstadt Cuneo entfernt, auf einem Hügel. Das Gemeindegebiet umfasst eine Fläche von rund 7 km² und hat 121 Einwohner (Stand 31. Dezember 2023).
Die Nachbargemeinden sind Castellino Tanaro, Cigliè, Clavesana, Marsaglia und Niella Tanaro.

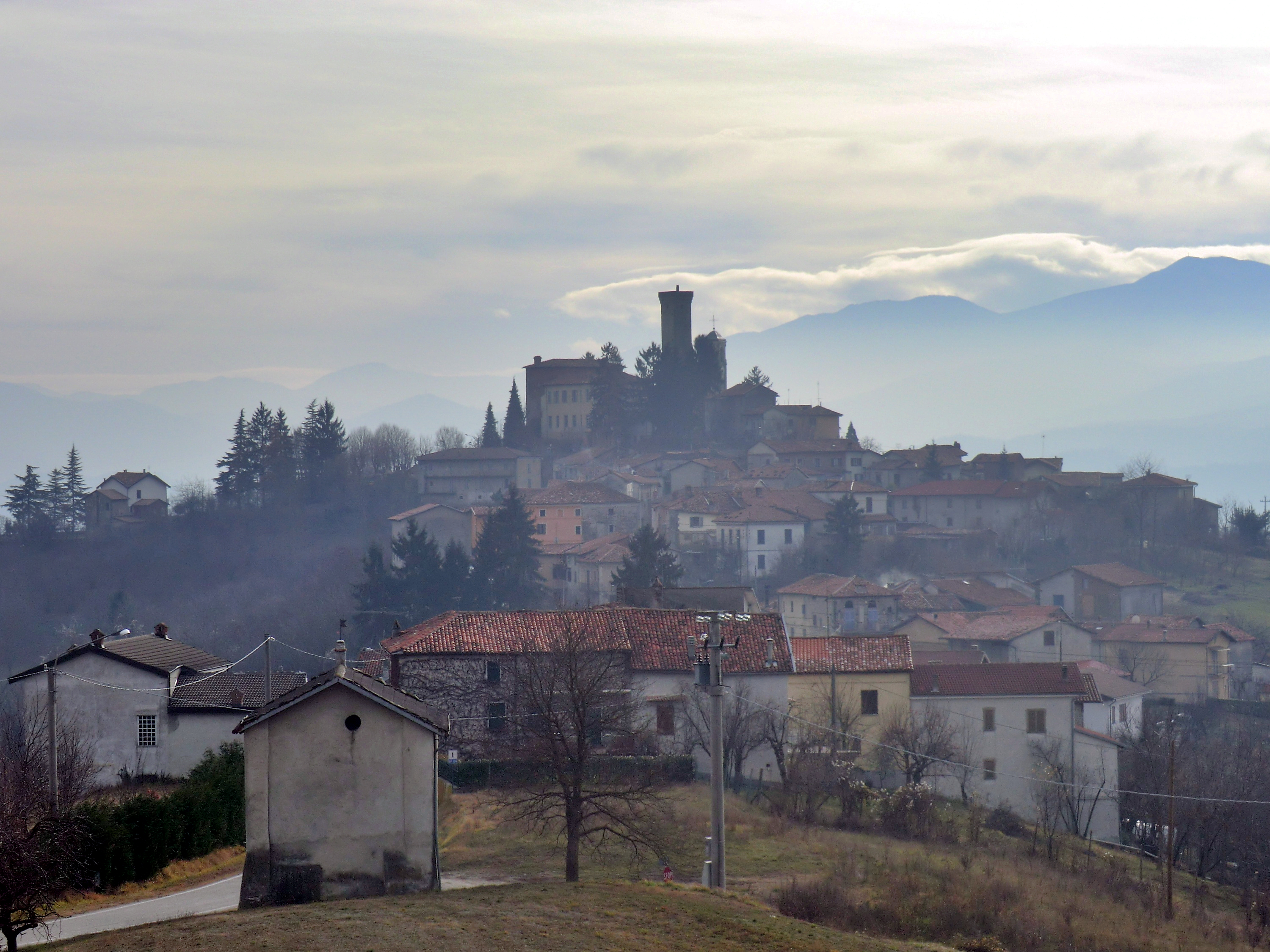
Panorama

## Geschichte

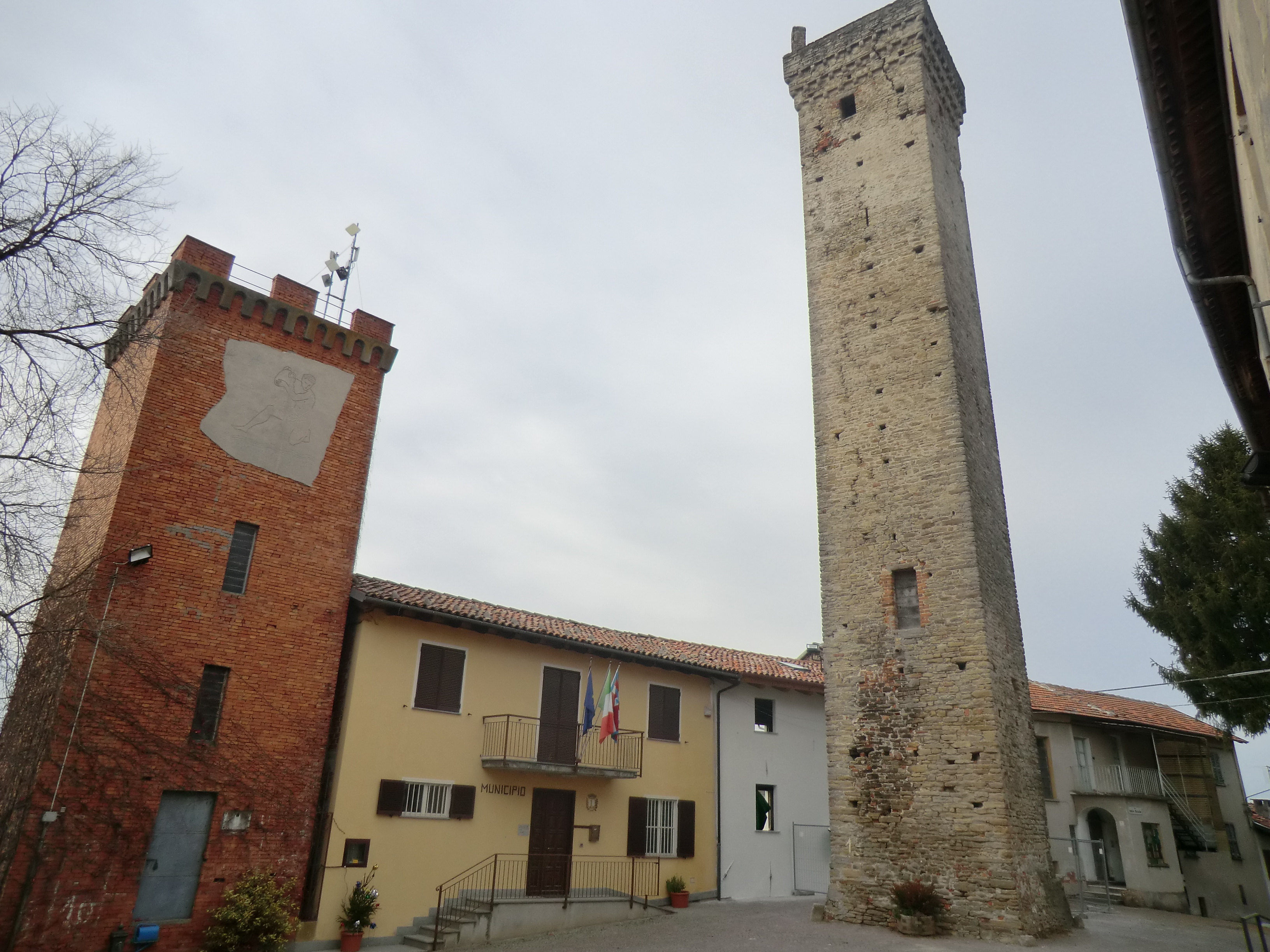
Rocca Cigliè mit Turm

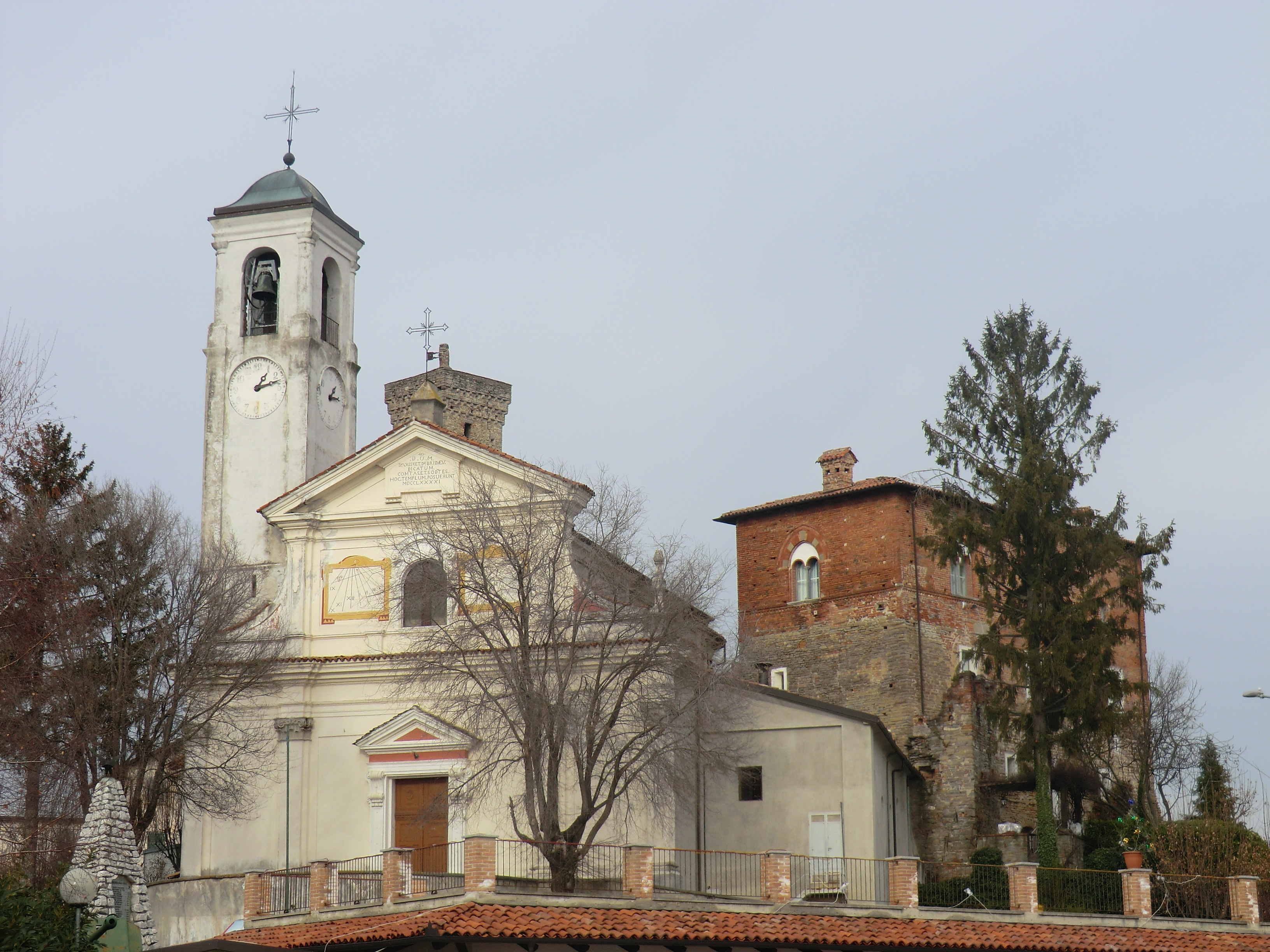
Kirche Santa Brigida

Der Ortsname ist seit 1142 als „Villa et Rupe Ciliarii“, dann als „Rocha Ciliarii“ und schließlich „Roccacigliarii“ dokumentiert. Er setzt sich aus „rupe“ und „rocca“ zusammen, das bedeutet wahrscheinlich eine Ableitung in -ARIUS des römischen Adligen CAELIUS oder CILLIUS zu sein.
Es gibt nur wenige historische Informationen über die frühen Ereignisse des Dorfes. Es ist bekannt, dass es zunächst den Markgrafen von Ceva, dann denen von Saluzzo und Monferrato gehörte, bis es am Tag des Vertrags von Cherasco an die Savoyer überging. Unter den Gebäuden von historischem und künstlerischem Wert sticht die Pfarrkirche Santa Brigida schon von weitem durch ihre weiße Farbe hervor. Sie stammt aus dem 18. Jahrhundert und verfügt über eine vom Architekten Francesco Gallo entworfene Fassade. Von der Burg, die im 11. Jahrhundert aus strategischen Gründen erbaut und im 18. Jahrhundert zerstört wurde und im 17. Jahrhundert dem örtlichen Grafen Capris gehörte, sind nur noch der isoliert in der Mitte des Platzes stehende Turm und ein Flügel erhalten. Der Turm, der auf dem höchsten Punkt des Dorfes steht, ist auch im Wappen der Gemeinde abgebildet. Auf einer 4 auf 4 Meter großen Grundfläche erreicht er knapp 30 Meter. Nach Sicherung und Restaurierung des Turmes ist er über zwei Wendeltreppen, eine außen und die andere innen, mit 129 Stufen, bis zur Spitze für die Öffentlichkeit zugänglich. Die Einweihung fand am 1. Juli 2023 statt. Im Inneren befindet sich eine Dauerausstellung „Rocca Cigliè in der Geschichte“. Von der Spitze des Turms aus kann an klaren Tagen die Landschaft mit einem 360-Grad-Blick von der Alta Langa über die gesamte Alpenkette bis hin zu einem Blick auf die Stadt Turin im Norden zu sehen sein.
Die Friedhofskapelle ist sehr alt, einst eine Pfarrkirche aus dem 11. Jahrhundert, aber leider in einem Zustand des Verfalls. Die Kapelle Sant’Eusebio ist ebenfalls halb zerstört und beherbergt Fresken aus dem 17. Jahrhundert in gutem Zustand.
Rocca Cigliè verfügte über einen eigenen Bahnhof, der etwa 5 Kilometer vom Stadtzentrum entfernt an der Bahnstrecke Bra-Ceva lag. Aufgrund der Schäden durch das Hochwasser vom November 1994 wurde die Bahnstrecke geschlossen.

## Kulinarische Spezialitäten
In der Umgebung von Rocca Cigliè wird Weinbau betrieben. Die Beeren der Rebsorten Spätburgunder und/oder Chardonnay dürfen zum Schaumwein Alta Langa verarbeitet werden. In Rocca Cigliè werden Reben für den Dolcetto di Dogliani angebaut, einen Rotwein mit DOC-Status.